# Старе місто (Фрайбург)
47°59′41″ пн. ш. 7°51′00″ сх. д. / 47.99472222° пн. ш. 7.85° сх. д.
Старе місто (нім. Altstadt) утворює міський і комерційний центр Фрайбург-ім-Брайсгау (Німеччина) і є ядром початкового міста. 
Розділений на два райони: 111 Альтштадт-Мітте і 112 Альтштадт-Рінг. 
Район Альтштадт-Мітте забудованою територією міста на момент його заснування, район Альтштадт-Рінг обмежений на заході залізничною лінією та на півдні Драйзамом. 
На сході обидва округи межують із Шлоссбергом.
Станом на кінець 2020 року в цьому районі зареєстровано близько 7,5 тис. осіб.
Район Альтштадт-Мітте спроектовано за зразком усіх міст, заснованих Церингерами. 
Перехрестя вулиць ділить місто на чотири квартали, церква і ратуша не знаходяться в одному районі. 
Центром міста є Бертольдсбруннен , де перетинаються вулиці Кайзер-Йозеф-штрассе та Зальц- і Бертольдштрассе. 
Адміністрація міста розташована в Старій і Новій меріях. 
Однак наприкінці 1990-х років голова адміністративного регіону Фрайбург переніс свою штаб-квартиру зі Старого міста в нову будівлю в районі Бетценгаузен, але резиденція голови уряду залишилася в Базлер-гоф у Старому місті.
Район межує із Штюлінгером на заході, Нойбург на півночі, Оберау на сході та за Драйзамом Вієр на півдні.

## Туристичні пам'ятки
Над Старим містом домінує Фрайбурзький собор на Соборній площі. 
Крім того, більшість інших архітектурних пам’яток міста, таких як Швабентор, Мартінстор, музей августинців, розташовані в Старому місті. 
Фрайбурзькі поточки мають найвищу точку у Старому місті і звідси течуть через увесь центр міста. 
Шлоссберг безпосередньо примикає до Старого міста. 

## Шопінг
Крім «Münstermarkt» на Соборній площі, більшість універмагів та крамниць, а також багато ресторанів розташовані в самому серці Старого міста. 
Більшість популярних крамниць можна знайти на Кайзер-Йозеф-штрассе.
З 1979 року в місті щорічно проходить ярмарок мистецтва та дизайну просто неба — Kunst in der oberen Altstadt («Мистецтво у верхній частині старого міста»), на якому представлено багато художників і дизайнерів різних ремесел. 

## Культура і освіта
Старе місто є центром культурного життя Фрайбурга. 
Фрайбурзький театр, Концертгауз, більшість музеїв і кінотеатрів, штаб-квартира міської бібліотеки, а також Планетарій, розташований у головному залізничному вокзалі Фрайбурга, розташовані в Старому місті.
Альтернативна культура також доступна в Старому місті, головним чином у «Viertel Im Grün» (названому на честь однойменної вулиці) між Концертгаузом і Драйзамом. 
Два центри — «Sprecht Passage», крамниця «Jos Fritz», однойменна кав'ярня, «Harrys Depot», фабрика «Grether», колишня ливарня, яка містить студії «Radio Dreyeckland», «Rosa Hilfe Freiburg» і «Strandcafé».
Фрайбурзький університет також розташований у Старому місті, поряд із факультетами гуманітарних і соціальних наук, а також університетською бібліотекою.

## Транспорт
З середини 1870-х років район Альтштадт-Мітте став пішохідною зоною. 
Після перекриття кільцевої дороги між двома районами у 2012 році пішохідну зону частково розширено до району Альтштадт-Рінг. 
Межі забудованого старого міста утворюють багатосмугові вулиці як головні транспортні артерії індивідуального руху. Автостоянка зосереджена на кількох паркувальних майданчиках на основних транспортних осях, тоді як на інших вулицях мешканці мають власні автостоянки.
На двох головних осях Старого міста Кайзер-Йозеф-штрассе та Бертольдштрассе та Зальцштрассе (на схід від Бертольдсбруннена) тепер обслуговуються трамваї. 
Перетин ліній у Бертольдсбруннені є найважливішим вузлом громадського транспорту у Фрайбурзі, оскільки центр міста розташований поруч із головним залізничним вокзалом на краю Старого міста та межі зі Штюлінгером.